# الجابر سعید سالم
الجابر سعید سالم (انگلیسی: Jaber Saeed Salem؛ زادهٔ ۳ ژانویهٔ ۱۹۷۵) با نام سابق یانی مارچوکوف وزنه‌بردار بلغارتبار اهل قطر است.
وی در مسابقات کشوری و بین‌المللی در مجموع برندهٔ ۲ مدال طلا، ۴ مدال نقره، ۲ مدال برنز شده‌است.